# Rhyacophila norcuta
Rhyacophila norcuta là một loài Trichoptera trong họ Rhyacophilidae. Chúng phân bố ở miền Tân bắc.